# Слободан Трајковић (лекар)
Слободан Трајковић (Сремска Митровица, 26. јун 1932. — Петроварадин, 29. август 2019) је био српски лекар и научник.

## Биографија
Трајковић је рођен 26. јуна 1932. у Сремској Митровици. Рођен је од оца Наума Н. Трајковића, сремског посластичара и мајке Благуне Трајковић (рођ. Ђорђевић). Стицајем околности, најраније детињство проводи у родном селу свога оца, Слојештици да би кренуо у основну школу у Сремској Митровици где завршава и гимназију. Потом уписује студије медицине на Београдском Универзитету а након тога одлази на одслужење војног рока у служби санитета. Ту завршава школу резервих старешина са чином капетана. Живео је у неколико градова у Србији а преминуо је у Петроварадину 29. aвгуста 2019. године.

## Професионални рад
Прво запослење му је у селу Велики Радинци крај Сремске Митровице, где упознаје супругу. Завршава специјалистичке студије из области педијатрије а суб-специјалност му постаје дечија кардиологија.
Следеће радно место му је у Косовској Митровици а 1969-те прелази у Алексинац. У то време здравствена заштита деце је била у оквиру опште праксе а заједничким залагањем у Алексинцу се отвара посебно дечије оделење. Докторску дисертацију брани на универзитету у Нишу на тему Кретање нивоа хотестерола, липида и триглицерида у крви предшколске деце. Сам рад је резултат изузетно обимног истраживања на узорку од око 20000 деце. Поред стандардних параметара у обзир је узет и социјални статус родитеља/породице, узраст, да ли је дете из градске или сеоске средине и друго.
Кратко време проводи у Сремској Митровици (1982-1983) на месту начелника дечијег оделења а његов рад и допринос је обележен пригодним инфо паноом у ординацији начелника. Након тога, до пензије, радио је у Новом Саду, у дечијој амбуланти Института за мајку и дете.
Аутор је око 400 стручних радова, ментор десетинама студената  и лекара на специјализацији и самостални аутор веома вредне књиге Лабораторијска дијагностика у педијатријској пракси. Ова књига даје осврт на посебну пажњу приликом тумачења резултата лабораторијских анализа јер мала деца имају посебан опсег нормалних вредности у односу на одрасле особе. Површан приступ може довести у забуну неискусног лекара.
Врх професионалне каријере је унапређење у звање вишег научног сарадника. Био почасни члан стручног тима Института за филозофију и интердисциплинарне студије где је био ангажован на пројекту Интерактивна психоанализа. Након пензионисања, одређено време је провео као лекар сарадник на здравственој заштити деце у Беочину.